# Hans Wurst
Pour les articles homonymes, voir Wurst.
Hans Wurst, en allemand également appelé der Hanswurst (littéralement Jean-Saucisse), est un personnage-type comique du théâtre improvisé allemand.
Équivalent d'Arlequin ou de Polichinelle dans le théâtre allemand, il apparaît dès le XVIe siècle dans un pamphlet de Luther qui le cite comme ancien et est développé notamment par l'acteur et dramaturge autrichien Josef Anton Stranitzky (1676–1726).